# 마사 그레이엄
마사 그레이엄(영어: Martha Graham, 1894년 5월 11일 ~ 1991년 4월 1일)은 20세기의 유명한 현대 무용가로 데니숀 무용단에서 활약하여, 독무 군무 포함한 140개 이상의 작품 발표하였다. 현대무용 발전에 크게 공헌한 독창적 무용가 중 하나이다.

## 생애
마사 그레이엄은 1894년 5월11일, 펜실베이니아주 피츠버그 부근 소도시 앨러게이니 마을에서 태어났다. 부친 조지는 정신과 의사였고, 맏딸인 마사에게 자애로운 아버지였고, 모친 제인 비어즈는 청교도 개척자 후손으로 엄격하며 깊은 신앙심을 갖도록 하였다. 마사가 천식을 앓아서 1908년, 14세가 되던 해에 펜실베이니아를 떠나 캘리포니아의 샌타바버라로 이주하였다. 1911년 그레이엄은 로스 세인트 데니스의 공연 관람 후 무용가가 되기로 결심하였으나, 부친의 반대에 부딪혀 컴모크(Commock) 학교에 진학하였다. 그 곳에서 마사는 교양 교육과 더불어 무용 공부를 하였다.
남보다 한참 늦은 나이인 17살이었지만 완벽주의자 일벌레인 그레이엄은 죽어라 연습해서 최고의 자리에 올랐다. 1916년 데니숀 무용학교에 들어가 데니숀무용단의 미국 순회공연에 주연 무용수로 선발되면서 활약했다.
1926년 그녀는 자신의 이름을 딴 ‘마사 그레이엄 무용단’을 창단했다. 그해 그레이엄은 뉴욕에서 첫 발표회를 가졌다. 그레이엄은 자신이 만든, 가난한 노동자를 주인공으로 한 격렬한 춤 ‘반항’을 선보였고, 아름답고 우아한 춤에 익숙해 있던 사람들은 깜짝 놀랐다.

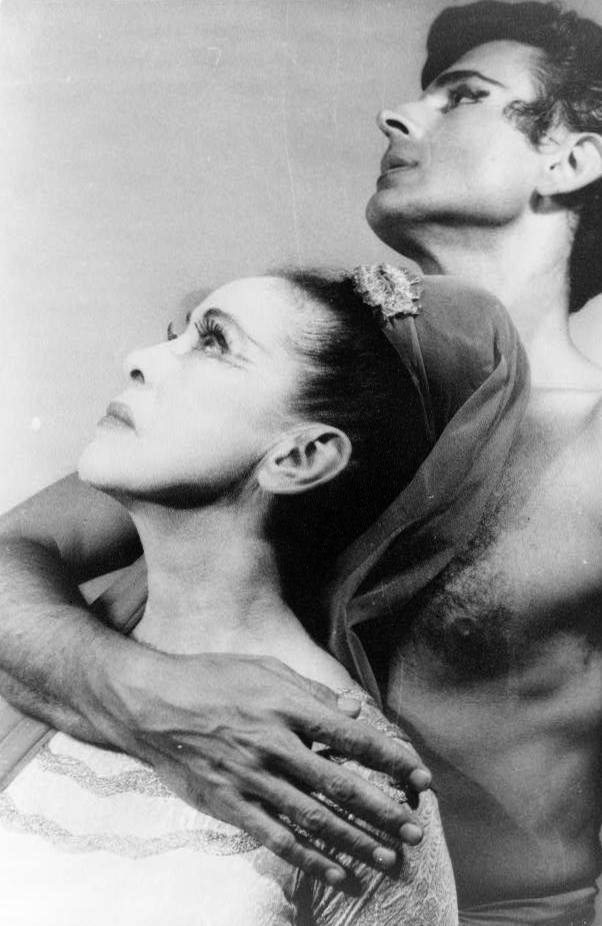
1961년, 칼 반 베흐텐이 촬영한 마사 그레이엄과 미국의 무용가인 버트럼 로스(Bertram Ross)

그레이엄의 춤의 소재에 한계는 없었다. 크리스트교가 중심인 미국사회에서 이교도들이 느끼는 두려움도, 원주민들이 성모마리아를 받아들이는 과정도 그에겐 춤이 됐다. 1944년 2차 세계대전 당시 미국 개척자들의 이야기를 담은 <애팔래치아의 봄>을 공개했다. 그레이엄은 무대 미술과 음악, 표정 연기까지 신경썼고, 이때부터 무용은 음악, 미술, 연극의 요소를 다 가진 종합적인 예술 작품으로 인정받았다.
그레이엄은 69년 <독수리의 행렬> 공연을 마지막으로 무대에서 은퇴하고 후배들을 가르치고 창작하는 데 전념했다. 90년 191번째 창작무용 <은행 잎 조각>을 발표한 그레이엄은 91년 순회공연을 다녀오다가 97살의 나이로 폐렴에 걸려 사망했다.

## 참고 문헌
- 마사 그레이엄 - 엔싸이버 백과사전[깨진 링크(과거 내용 찾기)]
- (영어) Martha Graham - 인터넷 영화 데이터베이스